# Geranium killipii
Geranium killipii är en näveväxtart som beskrevs av Reinhard Gustav Paul Knuth. Geranium killipii ingår i släktet nävor, och familjen näveväxter. Inga underarter finns listade i Catalogue of Life.